# سيدني كيمل
سيدني كيمل (بالإنجليزية: Sidney Kimmel)‏ هو شخصية أعمال ومنتج أفلام أمريكي، ولد في 16 يناير 1928 في فيلادلفيا في الولايات المتحدة.

## وصلات خارجية
- سيدني كيمل على موقع IMDb (الإنجليزية)
- سيدني كيمل على موقع ألو سيني (الفرنسية)
- سيدني كيمل على موقع أول موفي (الإنجليزية)
- سيدني كيمل على موقع بوكس أوفيس موجو (الإنجليزية)
- سيدني كيمل على موقع قاعدة بيانات الأفلام السويدية (السويدية)
- سيدني كيمل على موقع إن إن دي بي (الإنجليزية)
- سيدني كيمل على موقع قاعدة بيانات الفيلم (الإنجليزية)
- سيدني كيمل على موقع كينوبويسك (الروسية)